# Вулиця Михайла Кравчука (Київ)
Ву́лиця Миха́йла Кравчука́ — вулиця в Дарницькому районі міста Києва, житловий масив Харківський. Пролягає від вулиці Ревуцького до Харківського шосе. Жодної адреси по вулиці нема, всі будинки приписані до сусідніх вулиць.

## Історія
Виникла на межі 1990-х — 2000-х років (між 1998 та 2000 роками) як проїзд без назви між Харківським шосе та вулицею Ревуцького. Сучасна назва на честь українського вченого, математика М. П. Кравчука — з 2009 року.

## Галерея

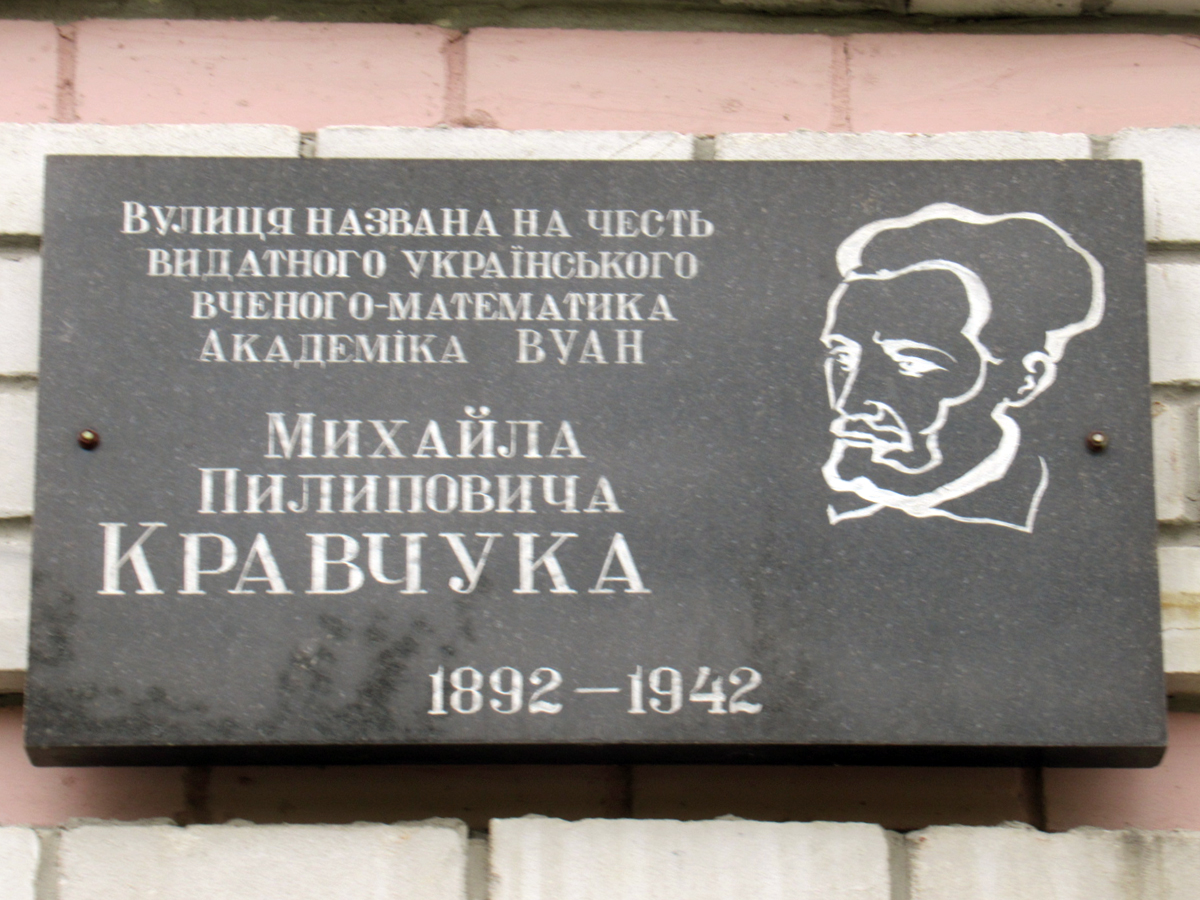
Анотаційна дошка